# Верту
Верту (фр. Vertou) град је у Француској, у департману Атлантска Лоара.
По подацима из 1999. године број становника у месту је био 20.268.

## Демографија
| 1962.  | 1968.  | 1975.  | 1982.  | 1990.  | 1999.  | 2011.  |
| ------ | ------ | ------ | ------ | ------ | ------ | ------ |
| 11.100 | 12.089 | 13.853 | 15.631 | 18.235 | 20.268 | 21.681 |

## Партнерски градови
- Морж